# アプリオリ
アプリオリ（羅: a priori）とは、議論や知識の前提があらゆる経験に依存しないことを表す言葉。知識が経験的証拠に依存する場合、アポステリオリと表現される。
ラテン語で「より先のものから」を意味する。中世スコラ学においては「原因・原理から始める演繹的な（推論・議論・認識方法）」という意味で用いられていたが、カント以降は「経験に先立つ先天的・生得的・先験的な（人間の認識条件・認識構造）」という意味で用いられるようになった。

## 概要

### カントにおける「アプリオリ」の概念
「わたしは何を知ることができるか」「わたしは何をなすべきか」を問い、自然や人間を認識する「理性」（理論理性）の限界を明らかにするために批判哲学を打ち立てた18世紀ドイツの哲学者イマヌエル・カントは、哲学もまた数学や自然科学にならって、必然的で普遍的な思考方法を獲得しなければならないと主張した。そして、そのためには、人間のあらゆる経験から独立して、理性自身が認識のわく組みを決めることができなければならない、とした。これが「アプリオリな認識」である（アプリオリな認識のうち、経験的なものをまったく混入していない認識を「純粋認識」と呼ぶ）。
カントによれば、時間および空間はアプリオリな概念である。なぜならこの2つは、あらゆる経験的認識に先立って認識されている概念だからである。
なお、この2つは自然に想像される時間あるいは空間ではなく、形式的なそれである。感覚的には太陽が地球を回っているように「感じられる」としても、実際にはそうではないという比喩をカント自身も援用していることから、ある新しい「構成」のために、それらは純粋直観にあたえられるのである。この空間は、物理空間に先立つ（＝アプリオリな）空間である。純粋直観が不可能であればヒューム的懐疑に陥るという懸念にも留意されたい。

### 諸哲学における用法
哲学における今日的な一般的用法としては、アプリオリとは、「演繹的証明の必要のない自明的な事柄」という意味で使われることが多い。
フレーゲによれば、命題の真偽が論理法則のみに依拠すれば「アプリオリ」であり、経験的事実に依拠すれば「アポステリオリ」となる。なお、ここでいう「命題」とは厳密には「ある判断の真理性の証明」を指している。
フッサール現象学では、直観によるアプリオリの作用（抽象）を「本質直観」と呼んでいる。
認識論において用いられる難解な言葉であり、アプリオリはアポステリオリの対語である。「先験的」「先天的」などと訳される場合があるが、どちらの訳もこの語の意味にあっていないと言われ、多くの場合「アプリオリ」と片仮名で音訳される。
アプリオリの具体的な意は、「私はこのことをアプリオリに知っている」は「私はこのことを知っているが、経験を通じて知ったのではない」と言うような具合である。アプリオリの意は非常に複雑であり、わかりにくいと言われる。
「物事には原因がある」という観念は、実際の経験事実よりも「先立って」存在している。つまり因果律は経験に先立っている（prior）から、「アプリオリ」な観念だといわれる。

## 法学におけるアプリオリ
法学上の文脈で用いる場合には、いわゆる「自明」ないしは「所与のもの」などの語義と同視して用いられることがあり、特に論証や立証なくして明らかな事項（明らかであるとして扱ってよい事項）、などの意として使われる。

## 確率におけるアプリオリ
事象が現れる前の確率をアプリオリ確率という。事象が現れた後の条件付き確率をアポステリオリ確率という。